# Éditions Kimé
Vous pouvez aider à l'améliorer ou bien discuter des problèmes sur sa page de discussion.
- Il ne s’appuie pas, ou pas assez, sur des sources secondaires ou tertiaires. (Marqué depuis août 2023)
- Sa forme n'est pas encyclopédique et ressemble trop à un catalogue de vente, une plaquette publicitaire ou une offre commerciale. Pour remédier à cela, vous pouvez modifier l'article en adoptant un ton neutre et encyclopédique, notamment grâce à des sources secondaires indépendantes et de qualité qui analysent le sujet. (Marqué depuis août 2023)

- Archive Wikiwix
- Bing
- Cairn
- DuckDuckGo
- E. Universalis
- Gallica
- Google
- G. Books
- G. News
- G. Scholar
- Persée
- Qwant
- (zh) Baidu
- (ru) Yandex
- (wd) trouver des œuvres sur Wikidata

Les Éditions Kimé sont une maison d'édition française spécialisée dans la publication des travaux dans les domaines de l'histoire de la pensée, la philosophie, l'esthétique, la critique littéraire, l'anthropologie, l'histoire des idées, l'argumentation ou la linguistique.
Fondée en 1989 par Béatrice Charrié, elle est située à Paris. La maison édite également plusieurs revues spécialisées comme Philosophia scientiae (Archives Henri Poincaré), Le Bulletin d'histoire et d'épistémologie des sciences de la vie, Tumultes, Otrante.

## Collections
En philosophie, plusieurs collections d'importance mettent en relief les champs de la pensée contemporaine.
Les éditions Kimé accueillent un secteur important des études hégéliennes en France, la traduction de la Logique de Hegel traduite pour la première fois en intégralité par Pierre-Jean Labarrière et Gwendoline Jarczyk. La collection Logique hégélienne renoue avec les textes fondateurs du grand philosophe allemand.
Parmi leurs autres publications :
- La traduction de Ainsi parlait Zarathoustra de Nietzsche par Hans Hildenbrand et les commentaires de Pierre Herbert-Suffrin.
- En philosophie politique, les œuvres d'André Tosel et d'Augustin Giovannoni, de Jacques Bidet et Jean Robelin.
- La collection de François Laruelle, organisée autour de La non-philosophie qui trouve un écho de l'autre côté de l'atlantique [2].
- Les Archives Maurice Blanchot dirigées par Éric Hoppenot, Transhumanisme par Bruno Pinchard, Nomos & Normes par Carlos Miguel Herrera.
- La collection Bifurcations, placée sous le signe de Foucault, Deleuze, Derrida, laisse place à des essais signant l'originalité de la pensée française. Elle est ouverte avec Le siècle Deleuzien de Jean-Clet Martin, centré sur la formule énigmatique de Foucault : « Un jour, peut-être, le siècle sera Deleuzien »[3]. Depuis lors ont été publiés dans cette même collection, entre autres, des essais de Pierre Macherey, Véronique Bergen et Arnaud Villani.